# Trešnjevica (gmina Sjenica)
Trešnjevica (cyr. Трешњевица) – wieś w Serbii, w okręgu zlatiborskim, w gminie Sjenica. W 2011 roku liczyła 56 mieszkańców.